# Trenčín
Trenčín (Duits: Trentschin, Hongaars: Trencsén, Latijn: Trentsinium) is een stad in het westen van Slowakije met ongeveer 57.000 inwoners. De stad ligt nabij de Tsjechische grens en aan de rivier Váh en is de hoofdstad van de gelijknamige regio en district.

## Herkomst van de naam
De eerste verwijzingen naar de stad stammen uit de middeleeuwen, uit 1111 (Treinchen) en 1113 (Trenciniensis, als bijvoeglijk naamwoord). De algemene heersende mening dat het een samentrekking is van de voornaam Trnka of Trenka met een vervoeging -in die een bezit (van Trnka dan wel Trenka) aanduidt. De Duitse en Hongaarse vorm zijn van de Slowaakse vorm afgeleid en komen qua uitspraak dicht bij elkaar. Vanaf de middeleeuwen, toen de stad Hongaars was, was de burcht in deze stad de hoofdzetel van het Comitaat Trencsén, vanaf 1650 de gelijknamige stad en bleef dit tot 1920, toen de stad onderdeel uit ging maken van Tsjecho-Slowakije.

## Sport
AS Trenčín is de betaaldvoetbalclub van Trenčín en speelt haar wedstrijden in Štadión na Sihoti. De club is eigendom van de Nederlander Tscheu La Ling en werd in 2015 en 2016 landskampioen van Slowakije. 

## Partnersteden
- Békéscsaba (Hongarije)
- Beşiktaş (Turkije)
- Casalecchio di Reno (Italië)
- Cran-Gevrier (Frankrijk)
- Kragujevac (Servië)
- Tarnów (Polen)
- Uherské Hradiště (Tsjechië)
- Zlín (Tsjechië)

## Geboren in Trenčín
- Ján Svorada (1968), Tsjechisch wielrenner
- Kamil Susko (1974), voetballer
- Martin Fabuš (1976), voetballer
- Róbert Gavenda (1988), veldrijder
- Stanislav Lobotka (1994), voetballer

## Zie ook

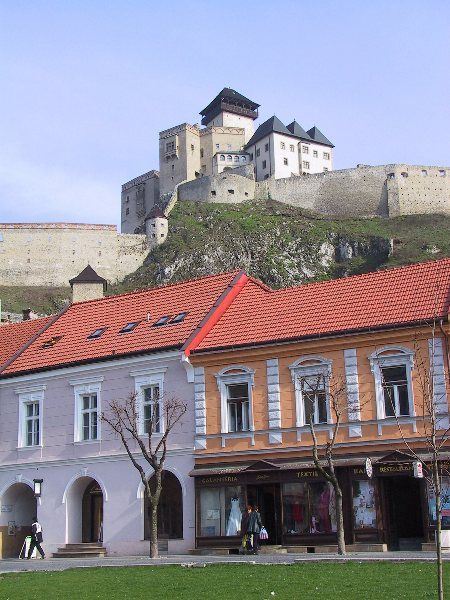
De burcht van Trenčín
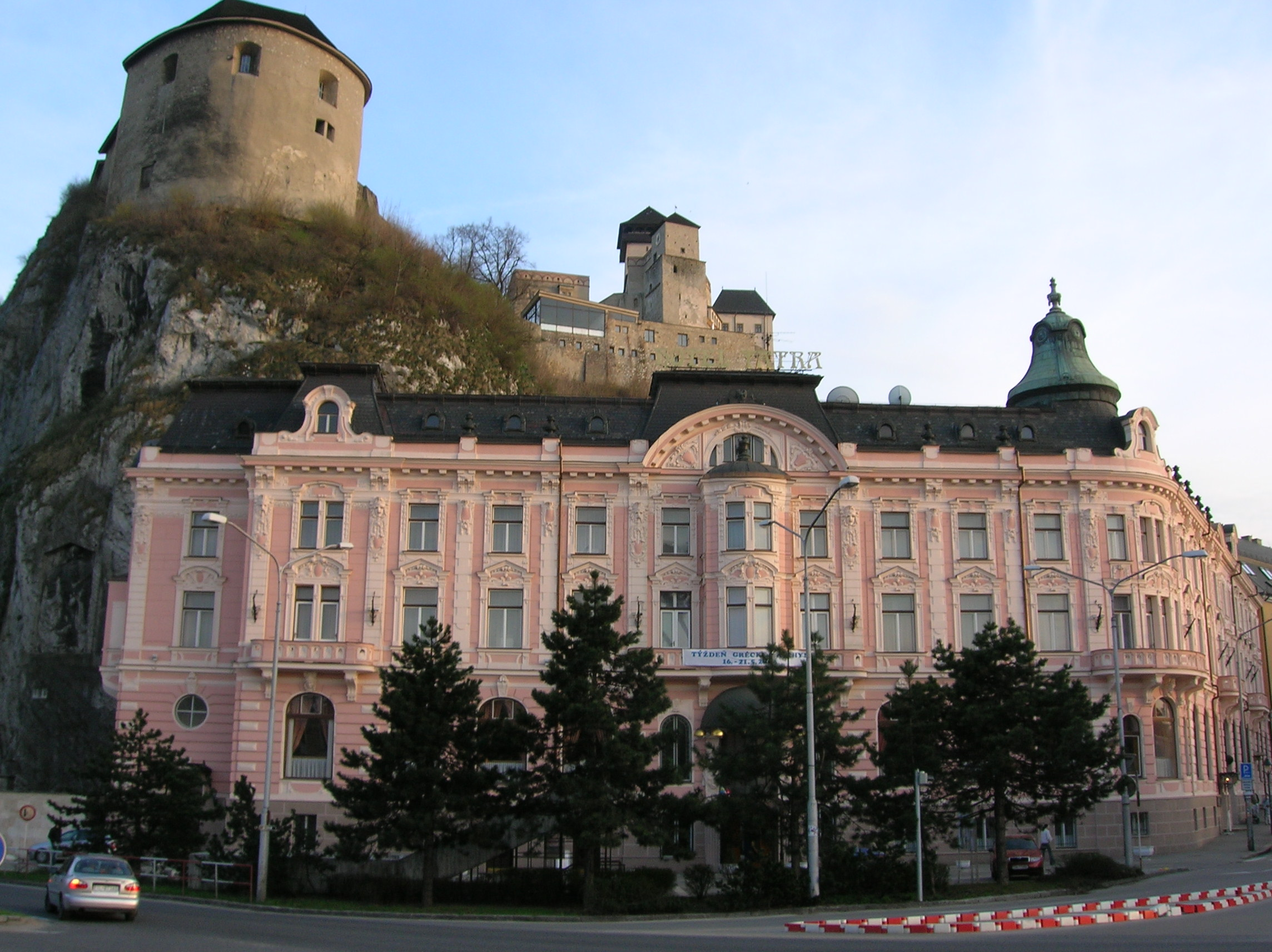
Hotel Tatra, onder de burcht